# Venezuela en los Juegos Olímpicos de Los Ángeles 1984
Venezuela estuvo representada en los Juegos Olímpicos de Los Ángeles 1984 por un total de 26 deportistas, 25 hombres y una mujer, que compitieron en 10 deportes.
El portador de la bandera en la ceremonia de apertura fue el atleta William Wuycke.

## Medallistas
El equipo olímpico venezolano obtuvo las siguientes medallas:
| Medalla           | Atleta            | Deporte  | Evento           | Fecha               |
| ----------------- | ----------------- | -------- | ---------------- | ------------------- |
| Medalla de bronce | Marcelino Bolívar | Boxeo    | –48 kg M         | 9 de agosto de 1984 |
| Medalla de bronce | Omar Catarí       | Boxeo    | –57 kg M         | 8 de agosto de 1984 |
| Medalla de bronce | Rafael Vidal      | Natación | 200 m mariposa M | 3 de agosto de 1984 |

## Diplomas olímpicos
| Puesto | Nombre         | Deporte  | Evento                       |
| ------ | -------------- | -------- | ---------------------------- |
| 4      | Rafael Vidal   | Natación | 100 m estilo mariposa        |
| 5      | Alberto Mestre | Natación | 200 m estilo libre           |
| 6      | Alberto Mestre | Natación | 100 m estilo libre           |
| 7      | Héctor D’Lima  | Tiro     | Pistola libre 50 m masculino |

## Deportes

### Atletismo
Eventos de Pista y Ruta
Masculino
| Atletas        | Evento                      | Eliminatoria | Eliminatoria | Semifinal | Semifinal | Final     | Final     |
| -------------- | --------------------------- | ------------ | ------------ | --------- | --------- | --------- | --------- |
| Atletas        | Evento                      | Tiempo       | Lugar        | Tiempo    | Lugar     | Tiempo    | Lugar     |
| William Wuycke | 800 metros masculino        | 1:46,17      | 4 H3Q        | 1:47,32   | 7 H1      | No avanzó | No avanzó |
| Oswaldo Zea    | 400 metros vallas masculino | 51,44        | 7 H2         | No avanzó | No avanzó | No avanzó | No avanzó |

Combinado
Decatlón
| Douglas Fernández | Decatlón | 11,59             | 668               | 674 cm               | 765                  | 13,12 m           | 672               | 188 cm                  | 751                     | 49,83   | 813    | 7553 | 18. |
| Douglas Fernández | Decatlón | 110 metros vallas | 110 metros vallas | Lanzamiento de disco | Lanzamiento de disco | Salto con pértiga | Salto con pértiga | Lanzamiento de jabalina | Lanzamiento de jabalina | 1500 m  | 1500 m | 7553 | 18. |
| Douglas Fernández | Decatlón | Tiempo            | Puntos            | Longitud/Altura      | Puntos               | Longitud/Altura   | Puntos            | Longitud/Altura         | Puntos                  | Tiempo  | Puntos | 7553 | 18. |
| Douglas Fernández | Decatlón | 16,05             | 744               | 43,52 m              | 754                  | 440 cm            | 909               | 67,12 m                 | 846                     | 4:23,96 | 631    | 7553 | 18. |

### Boxeo
| Atleta            | Evento                | Dieciséisavos de final            | Octavos de final           | Cuartos de final          | Semifinales                 | Final              | Final             |
| Atleta            | Evento                | Oponente Resultado                | Oponente Resultado         | Oponente Resultado        | Oponente Resultado          | Oponente Resultado | Puesto            |
| ----------------- | --------------------- | --------------------------------- | -------------------------- | ------------------------- | --------------------------- | ------------------ | ----------------- |
| Marcelino Bolívar | Peso minimosca -48 kg | Nelson Jamili (PHI) V 5-0         | Agapito Gómez (ESP) V 4-1  | Carlos Motta (GUA) V 5-0  | Paul Gonzales (USA) P 0-5   | No avanzó          | Medalla de bronce |
| Manuel Vilchez    | Peso mosca -51 kg     | John Siryakibbe (UGA) P 2–3       | No avanzó                  | No avanzó                 | No avanzó                   | No avanzó          | =33               |
| Omar Catarí       | Peso pluma -57 kg     | Azzedine Said (ALG) V RSC 2 round | Satoru Higashi (JPN) V 4-1 | Park Hyung-Ok (KOR) V 4-1 | Meldrick Taylor (USA) P 0-5 | No avanzó          | Medalla de bronce |

### Ciclismo

#### Ciclismo de Ruta
Masculino
| Atleta          | Evento                             | Tiempo            | Lugar |
| --------------- | ---------------------------------- | ----------------- | ----- |
| Enrique Campos  | Ruta individual (190 km) masculino | 5:04:07 (+4:10)   | 16    |
| Fernando Correa | Ruta individual (190 km) masculino | 05:22:17 (+22:20) | 51    |

### Esgrima
Venezuela estuvo representada por 2 esgrimistas en Los Ángeles 1984.
Espada individual masculino
- José Rafael Magallanes

Florete individual masculino
- José Rafael Magallanes

Sable individual masculino
- Ildemaro Sánchez

### Judo
- Luis Sequera -65 kg

### Natación
Masculino
| Atleta                                                             | Evento                     | Preliminares | Preliminares | Semifinal | Semifinal | Final     | Final             |
| Atleta                                                             | Evento                     | Tiempo       | Posición     | Tiempo    | Posición  | Tiempo    | Posición          |
| ------------------------------------------------------------------ | -------------------------- | ------------ | ------------ | --------- | --------- | --------- | ----------------- |
| Alberto Mestre                                                     | 100 metros estilo libre    | 50,99        | 1 H1Q        | —         | —         | 50,70     | =6                |
| Alberto Mestre                                                     | 200 metros estilo libre    | 1:50,73      | 1 H3         | —         | —         | 1:50,23   | 5                 |
| Jean-Marie François                                                | 200 metros estilo libre    | 1:55,28      | 5 H6         | —         | —         | No avanzó | No avanzó         |
| Jean-Marie François                                                | 400 metros estilo libre    | 4:03,08      | 5 H4         | —         | —         | No avanzó | No avanzó         |
| Alberto Mestre Alberto José Umaña Rafael Vidal Jean-Marie François | Relevo 4 x 100 m libre     | 3:30,24      | 3 H1         | —         | —         | No avanzó | No avanzó         |
| Alberto Mestre Alberto José Umaña Rafael Vidal Jean-Marie François | Relevo 4x200 m libre       | 7:31,79      | 4 H2         | —         | —         | No avanzó | No avanzó         |
| Giovanni Frigo                                                     | 100 metros estilo espalda  | 59,34        | 2 H1         | —         | —         | No avanzó | No avanzó         |
| Giovanni Frigo                                                     | 200 metros estilo espalda  | 2:07,56      | 5 H3         | —         | —         | No avanzó | No avanzó         |
| Jorge Henão                                                        | 100 metros estilo pecho    | 1:09,01      | 6 H4         | —         | —         | No avanzó | No avanzó         |
| Jorge Henão                                                        | 200 metros estilo pecho    | 2:28,03      | 6 H4         | —         | —         | No avanzó | No avanzó         |
| Rafael Vidal                                                       | 100 metros estilo mariposa | 54,33        | 1 H2Q        | —         | —         | 54,27     | 4                 |
| Rafael Vidal                                                       | 200 metros estilo mariposa | 1:59,15      | 2 H5 Q       | —         | —         | 1:57,51   | Medalla de bronce |
| Alberto José Umaña                                                 | 200 metros estilo mariposa | 2:05,29      | 5 H1         | —         | —         | No avanzó | No avanzó         |
| Giovanni Frigo Jorge Henão Rafael Vidal Alberto Mestre             | Relevo 4 x 100 m combinado | 3:55,12      | 4 H1         | —         | —         | No avanzó | No avanzó         |

### Natación sincronizada
| Atleta         | Evento | Preliminares      | Preliminares    | Preliminares | Preliminares | Final             | Final           | Final     | Posición Final |
| Atleta         | Evento | Ejercicio técnico | Ejercicio libre | Total        | Total        | Ejercicio técnico | Ejercicio libre | Total     | Posición Final |
| Atleta         | Evento | Puntos            | Puntos          | Puntos       | Lugar        | Puntos            | Puntos          | Puntos    | Posición Final |
| -------------- | ------ | ----------------- | --------------- | ------------ | ------------ | ----------------- | --------------- | --------- | -------------- |
| Ana Amicarella | Solo   | 85,100            | 88.60           | 173.700      | 9.           | No avanzó         | No avanzó       | No avanzó | 9.             |

### Saltos
Masculino
| Atleta         | Evento           | Preliminares | Preliminares | Final     | Final     |
| Atleta         | Evento           | Puntos       | Lugar        | Puntos    | Lugar     |
| -------------- | ---------------- | ------------ | ------------ | --------- | --------- |
| Carlos Isturiz | Trampolín de 3 m | 483.00       | 21           | No avanzó | No avanzó |

### Tiro
| Atleta             | Evento                       | Final  | Final  |
| Atleta             | Evento                       | Puntos | Puesto |
| ------------------ | ---------------------------- | ------ | ------ |
| Héctor D’Lima      | Pistola libre 50 m masculino | 558    | 7.     |
| Edgar Espinoza     | Pistola libre 50 m masculino | 532    | =40.   |
| Diego Arcay Llanos | Fosa olímpica                | 180    | 26.    |
| Leonel Martínez    | Fosa olímpica                | 175    | =41.   |
| Julio de las Casas | Skeet                        | 184    | =41    |

### Vela
| Atleta                          | Evento | Carrera | Carrera | Carrera | Carrera | Carrera | Carrera | Carrera | Carrera | Carrera | Carrera | Carrera | Carrera | Carrera | Carrera | Puntos | Total | Posición Final |
| Atleta                          | Evento | I       | I       | II      | II      | III     | III     | IV      | IV      | V       | V       | VI      | VI      | VII     | VII     | Puntos | Total | Posición Final |
| Atleta                          | Evento | Pos     | Pts     | Pos     | Pts     | Pos     | Pts     | Pos     | Pts     | Pos     | Pts     | Pos     | Pts     | Pos     | Pts     | Puntos | Total | Posición Final |
| ------------------------------- | ------ | ------- | ------- | ------- | ------- | ------- | ------- | ------- | ------- | ------- | ------- | ------- | ------- | ------- | ------- | ------ | ----- | -------------- |
| John Drew-Bear Christian Flebbe | Star   | 12      | 18.0    | 10      | 16.0    | 12      | 18.0    | 14      | 20.0    | 17      | 23.0    | 13      | 19.0    | DNF     | 26.0    | 140.0  | 114.0 | 15             |